# 奥会津

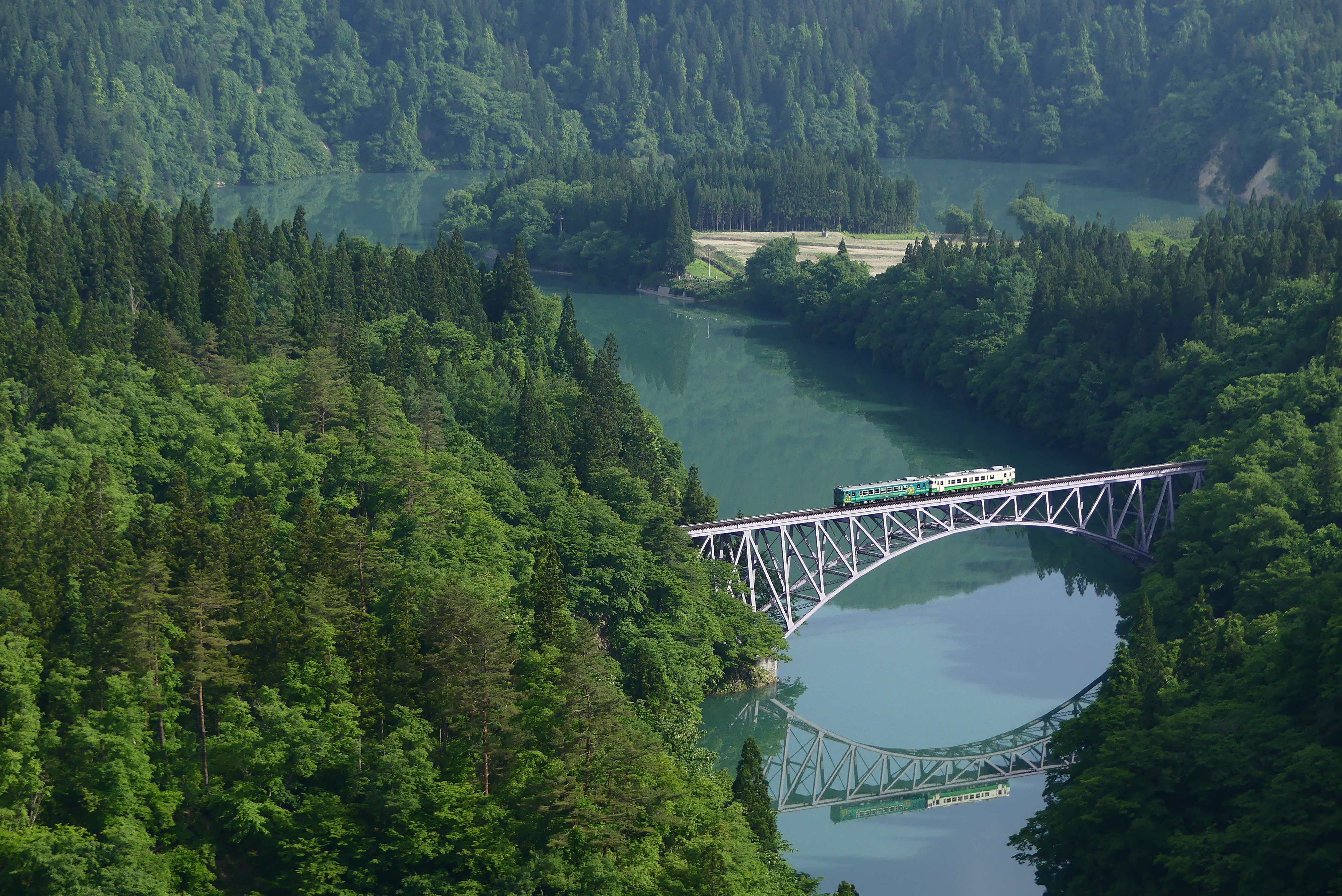
只見川

奥会津（おくあいづ）は、福島県会津地方のほぼ南西半分、会津盆地西部の七折峠より西、または盆地南部の博士山より南の山間地を指す広域地名である。もともと奥会津という表現はなかったが、会津地方が観光地化されるのに伴い、旧南山お蔵入地付近を会津盆地や耶麻郡と区分する必要から呼ばれるようになったと思われる。現在では地元側も、観光客誘致などで「奥会津」を自称して連携するようになっている。
範囲としては、只見川電源流域流域振興協議会（後述）が制作した『奥会津の旅』や、同協議会が事務局を担う「奥会津ミュージアム」では、7町村（柳津町、三島町、金山町、昭和村、只見町、南会津町、檜枝岐村）としている。
このうち南会津地方は北関東に近く、野岩鉄道会津鬼怒川線 - 東武鬼怒川線ルートが栃木県北部との間で開通した後は会津高原という表現が多用されている。また檜枝岐村と群馬県や新潟県にまたがる高原地帯は尾瀬として知られる。このため、本項では阿賀川の支流である只見川沿いを中心に述べる。西会津町は耶麻郡であるが、七折峠より西に位置するので奥会津に含めることもある。

## 概要

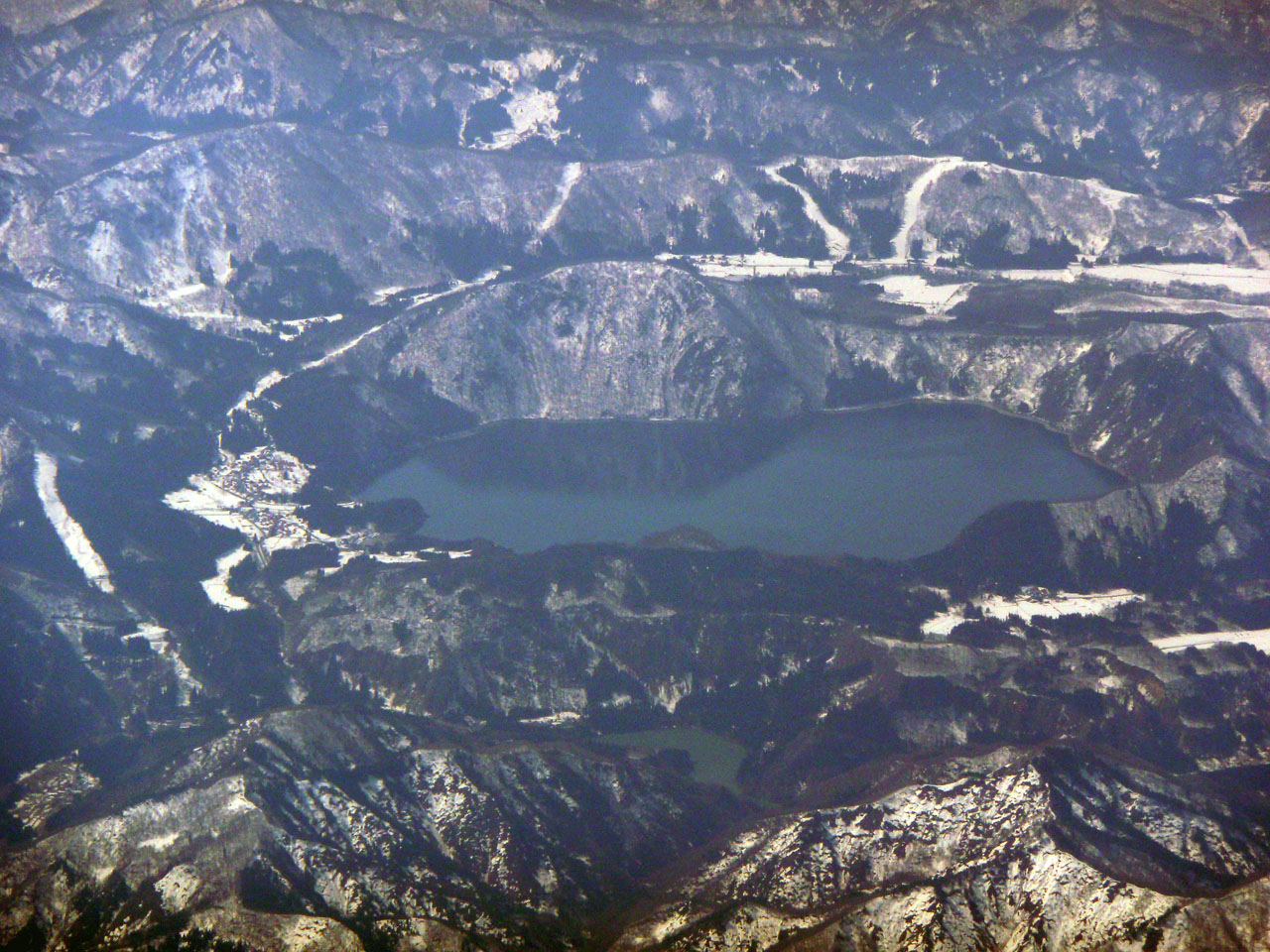
沼沢湖とその周辺

越後山脈の一部をなし、国内でも有数の豪雪地帯であることから、アバランチェ・シュート（avalanche chute、雪食地形）と呼ばれる急峻な崖が只見川沿いに発達している。秋には、奥会津を東西に貫いているJR東日本只見線と紅葉、川面の見事なコントラストが形作られる。只見川およびその支流である伊南川、野尻川の流域沿いには、柳津町（河沼郡）、三島町、金山町、昭和村（以上は大沼郡）、只見町、檜枝岐村および南会津町（以上は南会津郡）の自治体があり、水力発電が盛んなことから只見川電源流域振興協議会を構成している。
只見川沿いの自治体は電源地帯として歩んできたが、現在は超高齢化と過疎化が進み、限界集落も数多く抱えている。しかし、江戸時代から会津藩と越後国（新潟県）、上野国（群馬県）、下野国（栃木県）を結ぶ交通の要所であり、各街道沿いには宿場町も整備されていた。
檜枝岐村以外の自治体は、過疎地域自立促進特別措置法による過疎地域に指定されている。
尾瀬国立公園、越後三山只見国定公園と、2014年に指定された只見ユネスコエコパークを擁する。

## 只見ユネスコエコパーク
只見ユネスコエコパークは、福島県西端、新潟県の県境近くに位置し只見町全域と桧枝岐村の一部にまたがる7万8032ヘクタールの生物圏保護地域である。原則立ち入りを禁止する「核心地域」、立ち入りが可能な「緩衝地域A」「緩衝地域B」、人が生活する「移行地域」にわけられる。 このうち、ブナの天然林400平方キロメートルは国内最大規模とされ、山間地の豪雪地帯が育んだ自然と文化が共存する地域が世界的に貴重と評価され、北海道・東北地方では初の指定を2014年（平成26年）6月に受けた。JR只見線にこれをデザインしたラッピング気動車も運行されている。
テーマは、豪雪がもたらす厳しくも豊かな自然環境とそこに生きる人々であり、周囲は会津朝日岳、浅草岳など1000m級の山に囲まれているため、平地ですら3-5mもの積雪になる文字通りの豪雪地帯である。それゆえブナ林など落葉広葉樹がそだつ環境でありながら、地質的な要因と毎年繰り返される雪崩により基岩が露呈、急峻なアバランチェ・シュートとなり、それに適合したモザイク植生が生まれる。尾根伝いにはキタゴヨウなどの針葉樹林、斜面にはミヤマナラなど、安定地にはブナ林、谷沿いにはトチノキ、サワグルミなどの渓畔林が成立している。この変化にとんだ植生構造によりクマタカ、イヌワシなどの猛禽類はじめ、ツキノワグマ、ニホンカモシカやニッコウイワナ、サンショウウオなどが高い密度で生育している。

## 周辺 名所・旧跡・観光スポット
＜＞内に最寄り駅を記す。
- 圓蔵寺＜会津柳津駅＞
- 斎藤清美術館＜会津柳津駅＞

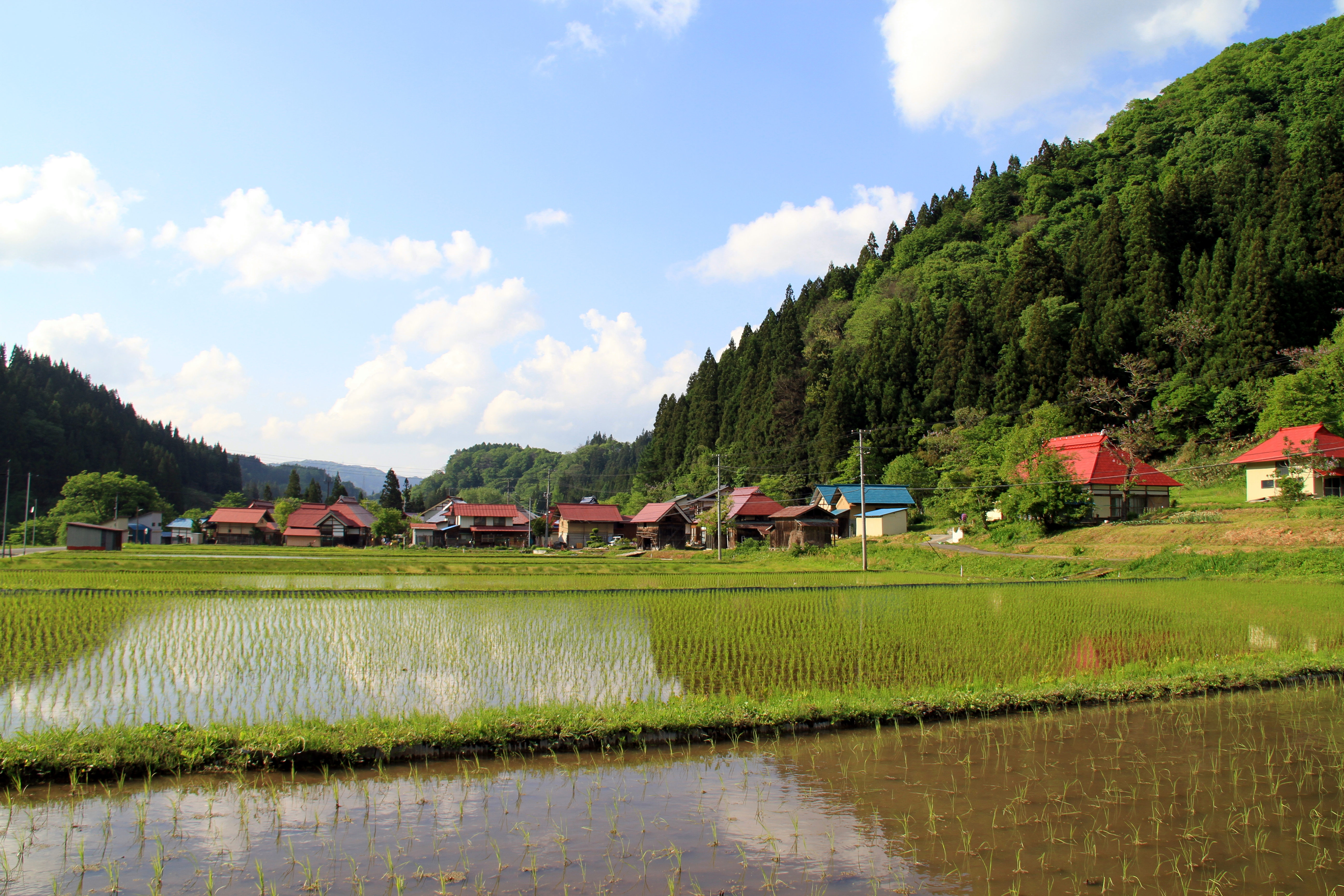
茅葺にトタンを被せた古民家が並ぶ風景

- 第一只見川橋梁ビューポイント＜会津西方駅＞
- 三島町生活工芸館＜会津西方駅＞
- 霧幻峡の渡し＜早戸駅＞
- からむし工芸博物館
- 喰丸小
- 河井継之助記念館 ＜会津塩沢駅＞
- 奥会津博物館 ＜会津山村道場駅＞
- 蒲生岳 ＜会津蒲生駅＞
- 要害山（水久保城跡） ＜只見駅＞
- 沼沢湖 ＜早戸駅、会津水沼駅、会津中川駅、会津川口駅＞
- 田子倉湖 ＜田子倉駅（現在は廃駅）＞
- 駒止湿原
- 矢ノ原湿原
- 旧・只見柳津県立自然公園
- 柳津温泉＜会津柳津駅＞
- 西山温泉＜滝谷駅＞
- 昭和温泉
- 宮下温泉＜会津宮下駅＞
- 早戸温泉＜早戸駅＞
- 中川温泉＜会津中川駅＞
- 玉梨温泉
- 湯倉温泉（ゆぐらおんせん）
- 大塩温泉＜会津大塩駅＞
- 滝沢温泉
- 深沢温泉
- さかい温泉
- 山口温泉
- 古町温泉
- 湯ノ花温泉
- 木賊温泉
- 小豆温泉
- 檜枝岐温泉
- 尾瀬
- ミニ尾瀬公園

## 交通
- JR只見線 ＜会津若松駅 - 小出駅＞
- 会津鉄道会津線＜西若松駅 - 会津高原尾瀬口駅＞
- 国道252号 ＜会津坂下町 - 新潟県魚沼市＞
- 国道289号 ＜白河市 - 新潟県三条市＞
- 国道352号 ＜南会津町 - 魚沼市＞
- 国道400号 ＜西会津町 - 南会津町＞
- 国道401号 ＜会津若松市 - 南会津町伊南＞
- 会津銀山街道　＜会津若松市 - 軽井沢銀山～只見町小林＞
- 沼田街道（ただし明治14年に3等県道になって以降の呼称）＜会津坂下町坂本 - 尾瀬 - 群馬県沼田市＞

## 註
1. 1 2  奥会津7町村の情報パンフレット『奥会津の旅』三島町観光協議会（2023年1月2日閲覧）
2. ↑  「奥会津にバーチャル博物館 デジタル技術や文化施設連携／JR只見線復旧 観光振興の契機に」日本経済新聞（2022年11月3日）2023年1月2日閲覧
3. ↑  田島地域を除く地域。田島地域には阿賀川本流が通る。